# Cyperus celans
Cyperus celans är en halvgräsart som beskrevs av Ilkka Toivo Kalervo Kukkonen. Cyperus celans ingår i släktet papyrusar, och familjen halvgräs. Inga underarter finns listade i Catalogue of Life.